# Hermínia de Lencastre
Hermínia de Lencastre é uma geneticista luso-americana agraciada pelo Ministério da Ciência, Tecnologia e Ensino Superior português com a Medalha de Mérito Cientifico, pelas contribuições para a genética microbiana.

## Percurso
Hermínia de Lencastre, formou-se em Biologia na Faculdade de Ciências da Universidade de Lisboa em 1969; seguiu-se o doutoramento em Biologia molecular e genética na Faculdade de Ciência e Tecnologia da Universidade Nova de Lisboa.
Em 1990 ocupou o cargo de investigadora sénior na The Rockefeller University em Nova Iorque e a partir de 1999, deu também aulas no Instituto de Tecnologia Química e Biológica António Xavier da Universidade Nova de Lisboa, onde se jubilou em 2011.

## Trabalho Cientifico
Focou o seu trabalho de investigação no estudo da resistência de bactérias patogénicas aos antibióticos, procurando descobrir como é que a bactéria a adquire, as bases genéticas por detrás dela e como se desenvolve numa população de bactérias.

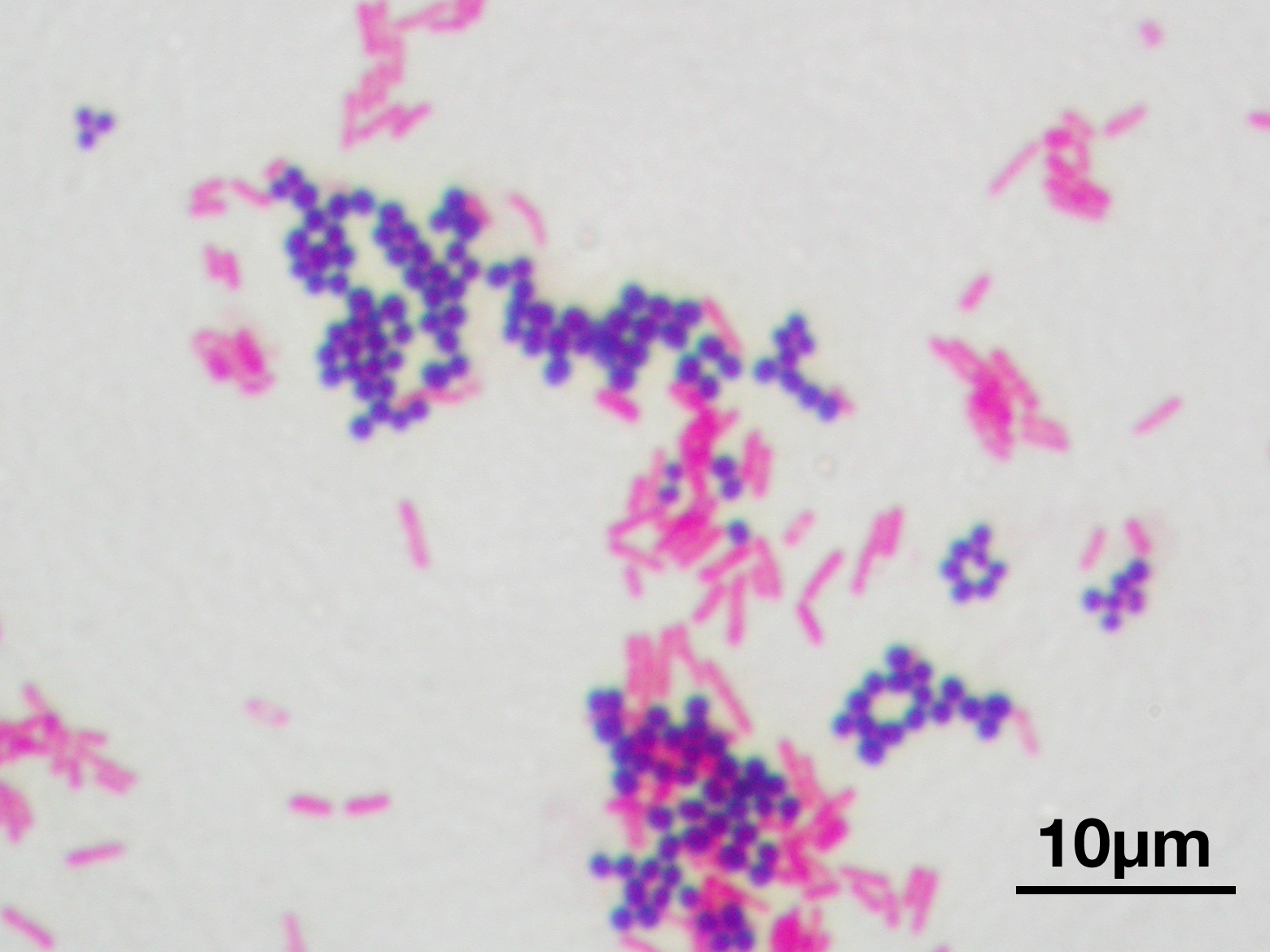
Bacterias Gram-positivas (Staphylococcus aureus, em rôxo) e Gram-negativas (Escherichia coli, em cor-de-rosa)

Assim, estudou do ponto de vista da genética microbial, da bioquímica e da biologia molecular de fagossomas e bactérias Gram-positivas, analisando os seus mecanismos de resistência a antibióticos e a difusão de clones e genes resistentes.
Contribuiu de forma significativa para o estudo da principal causa das infecções hospitalares as bactérias estafilococos aureus, em particular as resistentes  à meticilina,  e que podem provocar  infecções graves como: choque séptico, septicémia, endocardite, entre outras.
Em 2017 a equipa liderada por ela e por Maria Miragaia no ITQB, descodificou o gene das bactérias responsável pela resistência a antibióticos.

## Prémios e Reconhecimento
Recebeu o Prémio Professor Nicolau van Uden da Sociedade Portuguesa de Microbiologia pelas suas contribuições para esta área de conhecimento.
Em 2016, foi uma das cientistas portuguesas homenageadas pelo Ciência Viva na primeira edição do livro e exposição Mulheres na Ciência.
Tornou-se professora jubilada na cerimónia que decorreu em Dezembro de 2017 no Instituto de Tecnologia Química e Biológica António Xavier.
Hermínia de Lencastre foi agraciada com a Medalha de Mérito Científico pelo Ministério da Ciência, Tecnologia e Ensino Superior português em 2018.

## Obras Seleccionadas
É autora de mais de 266 artigos publicados em revistas e jornais científicos internacionais e portugueses, entre os quais se destacam: 
- 2010 - Geographic Distribution of Staphylococcus aureus Causing Invasive Infections in Europe: A Molecular-Epidemiological Analysis[11]
- 2011 - High Prevalence of EMRSA-15 in Portuguese Public Buses: A Worrisome Finding[12]

- 2016 -The impact of private use of PCV7 in 2009 and 2010 on serotypes and antimicrobial resistance of Streptococcus pneumoniae carried by young children in Portugal[13][14]
- 2017 - Evidence for the evolutionary steps leading to mecA-mediated β-lactam resistance in staphylococci[15][7]